# Джесси Вольт
Джесси Вольт (англ. Jessie Volt; род. 29 марта 1990 года в Монреале, Канада; по другим данным — в Бордо, Франция) — канадская и французская порноактриса.

## Карьера

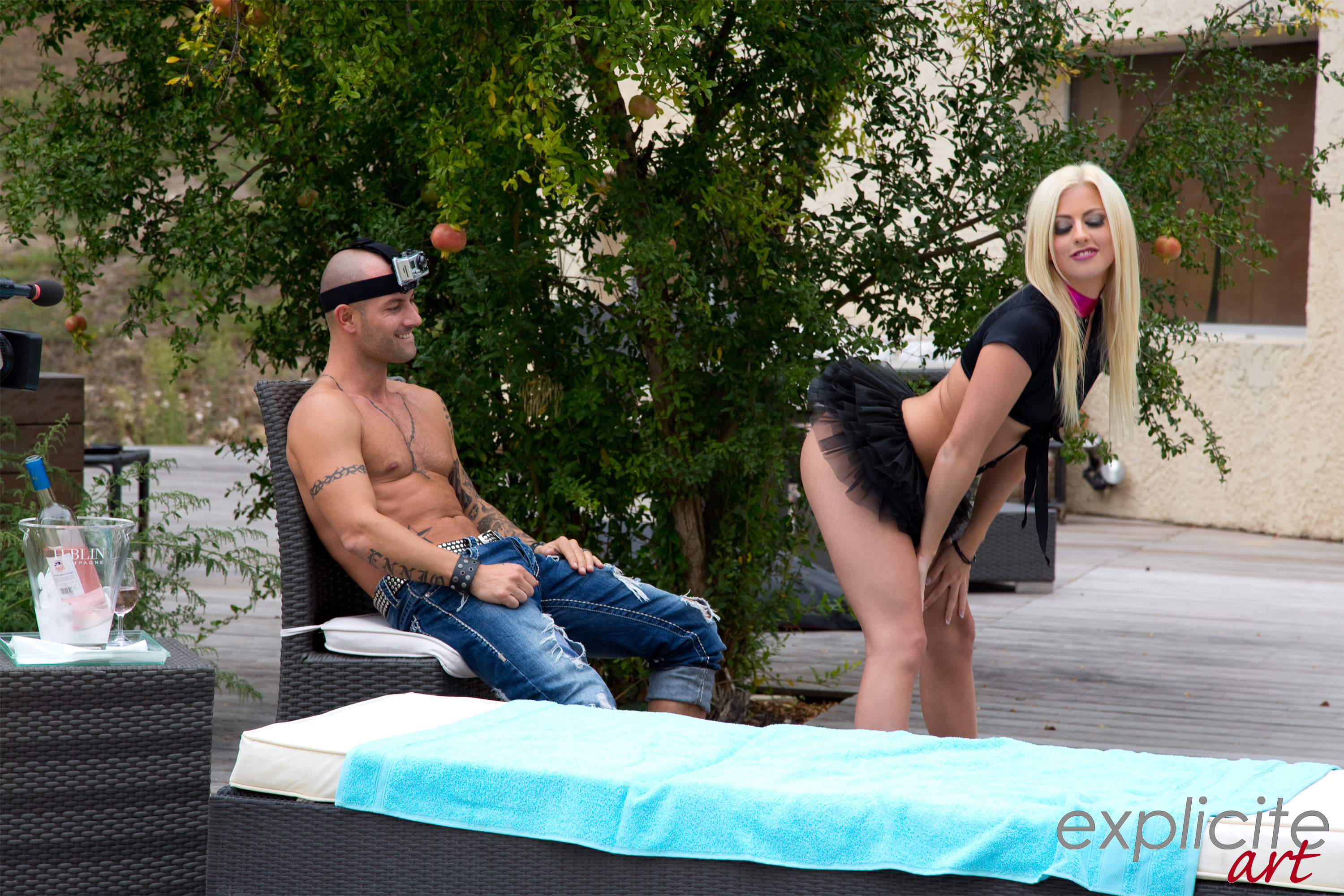
Майк Анджело и Джесси Вольт на съёмках сцены к французскому порнофильму Gonzo mode d’emploi, 2013 год

Родилась 29 марта 1990 года в Монреале, Квебек, Канада (по другим данным — в Бордо, Жиронда, Франция) во франкоканадской семье. После завершения обучения и получения диплома в 19 лет решает начать с работы стриптизёршей. Через некоторое время решает стать порноактрисой. Чтобы привлечь к себе внимание, встречалась и общалась с различными людьми на выставках, посвящённых порноиндустрии, и на кастинг-сайтах. После чего её заметил французский порнорежиссёр Джон Б. Рут, который снял в 2010 году первые сцены с ней, и с которым она работала первое время. Летом того года, через две недели после начала карьеры, была приглашена на главную роль в высокобюджетный порнофильм Californique производства США. Впоследствии с ней связался антрепренёр Марк Шпиглер, что позволило Вольт начать сниматься в крупнейших американских порностудиях и с американскими порноактрисами.
Снимается в фильмах со сценами традиционного, хардкорного (анальный секс, двойное проникновение) и лесбийского секса.
Снимается для таких студий и сайтов как Brazzers, Evil Angel, Digital Playground, Jules Jordan Video, Kink, Private, Pure Play Media, Video Marc Dorcel и других.
По данным на апрель 2018 года, снялась в более чем 190 порнофильмах.
Также была кратко показана в ток-шоу Conan Конана О’Брайена на канале TBS.

## Личная жизнь
Обладает двумя гражданствами: канадским и французским. Сейчас проживает во Франции.
Поклонница серий игр Mass Effect, Battlefield и Mario Kart.

## Награды и номинации

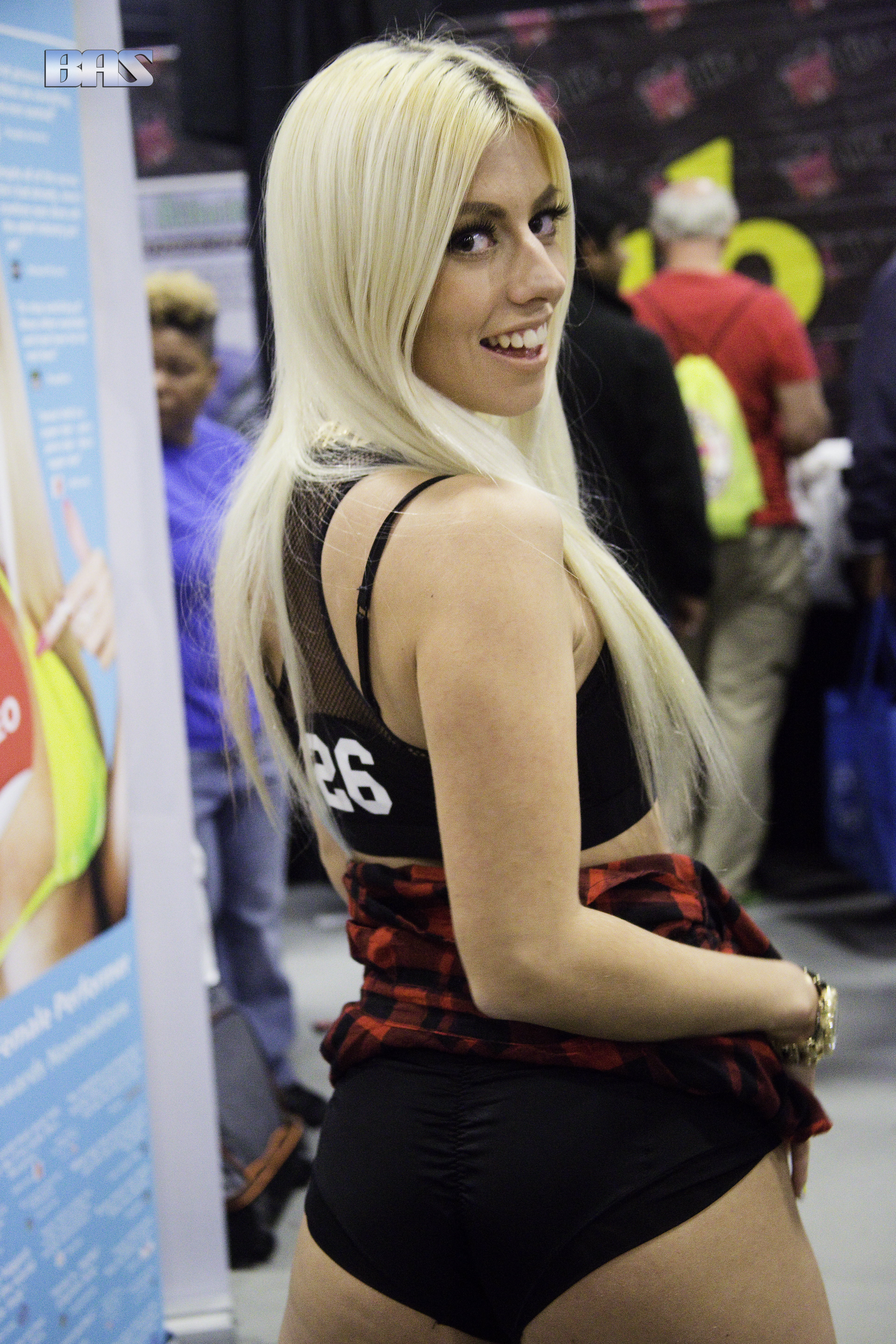
Джесси Вольт на EXXXOTICA в 2015 году

| Год  | Награда                    | Результат | Категория | Фильм                                           |
| ---- | -------------------------- | --------- | --- | ----------------------------------------------- |
| 2011 | Dorcel Vision Award        | Номинация | Лучшая французская актриса | н/д                                             |
| 2011 | Galaxy Award               | Номинация | Лучшая европейская дебютантка | н/д                                             |
| 2012 | AVN Award                  | Номинация | Иностранная исполнительница года | н/д                                             |
| 2012 | Europorn                   | Победа    | Лучшая европейская актриса | н/д                                             |
| 2012 | Galaxy Award               | Победа    | Лучшая европейская актриса | н/д                                             |
| 2012 | Urban X Award              | Номинация | Лучшая анальная сцена (вместе с Бобби Старр и Шоном Майклсом) | Anal Buffet 7                                   |
| 2012 | Urban X Award              | Номинация | Лучшая сцена триолизма (вместе с Бобби Старр и Шоном Майклзом) | Anal Buffet 7                                   |
| 2013 | AVN Award                  | Номинация | Иностранная исполнительница года | н/д                                             |
| 2013 | AVN Award                  | Номинация | Лучшая сцена секса в фильме иностранного производства (вместе с Беллиной, Биби Ноэль, Викторией Тиффани, Дэнни, Кейраном Ли, Кэнди Алексой, Синди Хоуп, Скоттом Нэйлсом, Тарой Пинк, Эбби Кэт и Элиз) | Brazzers Worldwide: Budapest 1                  |
| 2013 | Sex Award                  | Номинация | Лучшее тело в порно | н/д                                             |
| 2013 | Sex Award                  | Номинация | Самая сексуальная порнозвезда | н/д                                             |
| 2013 | XBIZ Award                 | Номинация | Лучшая сцена — виньетка (вместе с Брюсом Вентуром) | My Sister’s Hot Friend 25                       |
| 2014 | AVN Award                  | Номинация | Лучшая лесбийская групповая сцена (вместе с Тиган Пресли и Элли Хейз) | T And A                                         |
| 2014 | XBIZ Award                 | Номинация | Иностранная исполнительница года | н/д                                             |
| 2015 | AVN Award                  | Номинация | Лучшая лесбийская групповая сцена (вместе с Рокси Райе и Эшли Файерс) | Voracious: Season Two, Volume Three             |
| 2015 | AVN Award                  | Номинация | Награда поклонников: любимая порнозвезда (женщина) | н/д                                             |
| 2015 | AVN Award                  | Номинация | Награда поклонников: социальная медиазвезда | н/д                                             |
| 2015 | Spank Bank Technical Award | Победа    | Better Than Any Monet mASSterpiece | н/д                                             |
| 2015 | XBIZ Award                 | Номинация | Иностранная исполнительница года | н/д                                             |
| 2017 | AVN Award                  | Номинация | Лучшая сцена секса в виртуальной реальности (вместе с Анной Полиной, Кимбер Делис, Люси Харт, Таррой Уайт и Хуаном Лучо)                                                                              | Being a Porn Performer — 360° 3D                |
| 2017 | AVN Award                  | Номинация | Лучшая сцена секса в фильме иностранного производства (вместе с Кристофом Кейлом) | Elegant Anal 3                                  |
| 2017 | XBIZ Award                 | Номинация | Иностранная исполнительница года | н/д                                             |
| 2017 | XBIZ Award                 | Номинация | Лучшая сцена секса — виртуальная реальность (вместе с Анной Полиной, Кимбер Делис, Люси Харт, Таррой Уайт и Хуаном Лучо)                                                                              | They’re Waiting for You: Being a Porn Performer |
| 2017 | XBIZ Award                 | Номинация | Лучшая сцена секса — только девушки (вместе с Мишей Кросс и Прокси Пейдж) | Hard in Love                                    |
| 2018 | XBIZ Award                 | Номинация | Иностранная исполнительница года | н/д                                             |

## Избранная фильмография
- 2010 — Mommy X-Perience 2
- 2011 — Anal Buffet 7
- 2011 — Between the Cheeks
- 2011 — In The Butt 9
- 2011 — Young Harlots — Young Offenders
- 2013 — Rocco’s World Feet Fetish
- 2014 — Cum Exchange
- 2014 — Up Her Asshole 4
- 2015 — Luxure Wives to Share
- 2016 — French Nymphos of Porn 2
- 2016 — My Sister Is A Whore
- 2016 — Private Lessons